# Klevekåpa
Klevekåpa är ett berg i Antarktis. Det ligger i Östantarktis. Norge gör anspråk på området. Toppen på Klevekåpa är 2 940 meter över havet, eller 75 meter över den omgivande terrängen. Bredden vid basen är 2,0 km.
Terrängen runt Klevekåpa är varierad. Trakten är obefolkad. Det finns inga samhällen i närheten.